# Энни (фильм, 2014)
«Энни» (англ. Annie) — американский фильм-мюзикл режиссёра Уилла Глака, с Джейми Фоксом, Кувенжаней Уоллис, Камерон Диас и Роуз Бирн в главных ролях. Является современной адаптацией одноимённого бродвейского мюзикла 1977 года.

## Сюжет
В Гарлеме, Манхэттен, Нью-Йорк, Энни Беннетт живет в приемной семье с несколькими другими девочками под опекой Коллин Ханниган, озлобленной бывшей участницы C+C Music Factory, которая целыми днями пьет, пытается подцепить возлюбленного и выполняет различные изнурительные обязанности по дому для сирот, находящихся на ее попечении. Энни проводит пятницы в ожидании у ресторана «Домани», веря, что ее родители придут за ней, потому что в записке, написанной на квитанции из «Домани», говорится, что они вернутся. Когда городской инспектор проверяет, как мисс Ханниган обращается с девочками, Энни пользуется ситуацией; ей удается скопировать свой номер социального страхования из его блокнота, и она отправляется за своей информацией. Энни узнает, что в ее личном деле нет информации о ней больше, чем та, которую она уже знает.
Пытаясь спасти сиба-ину от хулиганов, Энни чуть не попадает под машину, но ее спасает Уилл Стакс, гермафобный магнат сотовой связи, баллотирующийся на пост мэра Нью-Йорка. Сообщение Стакса о спасении Энни становится вирусным в Интернете, повышая его популярность; по предложению менеджера кампании Стакса Гая Дэнлили, Энни переезжает к Стаксу, чтобы еще больше повысить его популярность. Энни наслаждается своим новым окружением, подружившись с ассистенткой Стакса Грейс Фаррелл. Энни также удается взять бродячую собаку, которую она знала раньше, назвав ее Сэнди. Сближаясь с Энни, Стакс рассказывает, что начинал он скромно в Квинсе; он никогда по-настоящему не знал своего отца из-за его рабочего графика, но верил, что смог бы понять его, если бы тот работал так же усердно. Энни также помогает Грейс и Стаксу осознать, что они нравятся друг другу в романтическом плане.
По просьбе Энни Стакс берет ее и ее друзей из приемной семьи мисс Ханниган на премьеру «Озера Лунного землетрясения». Сначала Стакс не проявляет интереса к фильму, но вскоре становится его большой поклонницей вместе с Грейс. По настоянию Энни и Грейс Стакс присоединяется к премьерной вечеринке. Вернувшись домой к подруге, Энни показывает Грейс свой пятничный ритуал ожидания возвращения родителей; Грейс сочувствует, соглашаясь сохранить это в секрете от Стакса. У мисс Ханниган девочки случайно будят ее; она огрызается на них, говоря, что богатые люди эгоистичны и бросят любого, кто им больше не нравится; таким образом, вспоминая свое собственное прошлое. Слегка страдая от похмелья, она сетует на свою ситуацию с приемными детьми и на свое желание вернуть славу.
Энни приглашают на благотворительное мероприятие, где она говорит о том, как она благодарна за все предоставленные ей возможности. Когда Энни просят прочитать речь, она убегает и рассказывает, что не умеет читать (несмотря на то, что ей 10 лет и она посещает школу). Объединившись с мисс Ханниган, Гай планирует заставить самозванцев объявить Энни своей дочерью, чтобы повысить популярность Стакса до такой степени, что он победит; затем Гай поделится своим гонораром с мисс Ханниган. Однако Гай не заботится о благополучии Энни, планируя после выборов отдать Энни обратно в приемную семью и исключить мисс Ханниган из сделки.
К тому времени, когда мисс Ханниган меняет свое мнение, Энни уже похищена самозванцами. Мисс Ханниган рассказывает Стаксу о роли Гая в схеме, и Стакс увольняет его. Стакс, Грейс, мисс Ханниган, Лу и девочки садятся в вертолет Стакса; с помощью полиции они преследуют машину для побега в парке. Похитители считают, что Стакс заплатил им за похищение Энни, а не Гай, поэтому Энни расстраивается и отчитывает Стакса, думая, что он организовал похищение и спасение. Чтобы доказать свою невиновность, Стакс объявляет прессе о своем выходе из предвыборной гонки на пост мэра, после чего Энни помогает Грейс и Стаксу признаться друг другу в любви. Все трое счастливо танцуют и поют, когда их показывают по телевизору.
Энни объявляет об открытии «Центра грамотности Стакса», чтобы помочь таким же детям, как она, которые не умеют читать. Все поют песню Энни «Tomorrow», а Стакс усыновляет Пеппер, Тесси и Мию вместе с Сэнди. С юмором мисс Ханниган пытается продолжить петь после того, как песня закончена, только для того, чтобы получить пристальные взгляды, которые призывают ее остановиться.

## В ролях
| Актёр                     | Роль                 |
| ------------------------- | -------------------- |
| Джейми Фокс               | Уилл Стакс           |
| Кувенжаней Уоллис         | Энни                 |
| Дориан Миссик             | отец Энни            |
| Трейси Томс               | мама Энни            |
| Камерон Диас              | мисс Коллин Ханниган |
| Роуз Бирн                 | Грейс                |
| Бобби Каннавале           | Гай                  |
| Адевале Акиннуойе-Агбадже | Нэш                  |
| Дэвид Зайас               | Лу                   |
| Зои Маргарет Коллетти     | Тесси                |
| Николетт Пьерини          | Миа                  |
| Иден Дункан-Смит          | Изабелла             |
| Сиа Фёрлер                | волонтёр             |
| Патриша Кларксон          | женщина фокусник     |
| Мила Кунис                | Андреа Олвин         |
| Эштон Кутчер              | Саймон               |
| Рианна                    | Лунная богиня        |
| Майкл Дж. Фокс            | в роли самого себя   |

## Прокат
Премьера в Австрии, Боливии и Чили состоялась 25 декабря 2014 года, в Болгарии и Китае — 9 января 2015 года, в Малайзии, России и Таиланде — 19 марта 2015 года.

## Восприятие
Фильм получил смешанные и отрицательные отзывы критиков. На сайте Rotten Tomatoes фильм имеет рейтинг 28 % на основе 136 рецензий со средним баллом 4,4 из 10.

## Награды и номинации
| Награды и номинации | Награды и номинации | Награды и номинации                        | Награды и номинации                                                          | Награды и номинации |
| Год                 | Награда             | Категория                                  | Номинанты                                                                    | Результат           |
| ------------------- | ------------------- | ------------------------------------------ | ---------------------------------------------------------------------------- | ------------------- |
| 2014                | «Золотой глобус»    | «Лучшая женская роль (комедия или мюзикл)» | Кувенжаней Уоллис                                                            | Номинация           |
| 2014                | «Золотой глобус»    | «Лучшая песня»                             | Opportunity (музыка: Грег Керстин, Сия Ферлер, слова: Сия Ферлер, Уилл Глак) | Номинация           |
| 2014                | «Золотая малина»    | «Худший ремейк, сиквел или плагиат»        |                                                                              | Победа              |
| 2014                | «Золотая малина»    | «Худшая женская роль второго плана»        | Камерон Диас                                                                 | Номинация           |